# Ferdinand Avenarius
Ferdinand Ernst Albert Avenarius, född 20 december 1856, död 22 september 1923, var en tysk skald och skriftställare.
Avenarius grundade 1887 konsttidskriften Kunstwart och föreningen Dürerbund. Bland Avenarius diktsamlingar märks Wandern und Werden (1881) och Stimmen und Bilder (1898). Bland hans antologier märks Hausbuch deutscher Lyrik (1903) och Das fröhliche Buch (1913).